# Retiro (Antioquia)
El Retiro és una ciutat i municipi del departament d'Antioquia, Colòmbia, part de la subregió d'Antioquia Oriental.

## Història
El Retiro ocupa un lloc únic en la història mundial gràcies a Don Ignacio Castañeda i la seva dona, Doña Javiera Londoño, que es van establir aquí el 1734. Utilitzant esclaus, van explotar les mines de la zona. L'11 d'octubre de 1766, Doña Javiera va signar un testament que havia pactat amb el seu marit que va manumir 140 esclaus a la seva mort i els va donar la més productiva de les mines d'El Guarzo.

## Atraccions naturals
La Reserva Ecològica de Sant Sebastià La Castellana es troba entre El Retiro i Envigado. Conserva 200 hectàrees de selva tropical.
El Lycée Français de Medellín, una escola internacional francesa, té el seu campus al Retiro.